# 3 Feet Smaller
3 Feet Smaller est un groupe autrichien de punk rock, originaire de Vienne.

## Histoire
Le groupe est formé en 2000. Leur premier grand concert a lieu au festival 2 Days a Week en 2001 à Wiesen. Le premier single de leur premier album est resté de nombreuses semaines dans les charts alternatifs autrichiens et leur deuxième single est arrivé en tête des charts en Suisse orientale.
Au fil des ans, le groupe donne de nombreux concerts en Autriche et dans d'autres pays européens et assure la première partie d'autres groupes tels que The Offspring et Die Ärzte. Ils sortent cinq albums, un CD de Noël et un EP. Le groupe apparaît également sur la bande originale du film Dead in 3 Days et du jeu vidéo de ski Freak Out : Extreme Freeride.
Après la fin de 3 Feet Smaller, trois anciens membres du groupe se reforment sous le nom de Lian et sortent un nouvel album éponyme en juin 2016. Le chanteur Marcus Smaller poursuit une carrière solo avec deux albums.

## Membres

### Membres actuels
- Marcus Smaller – chant, guitare (depuis 2000)
- Roberto Franko – batterie (depuis 2000)
- The General – basse (depuis 2008), basse, guitare (2004–2006)

### Anciens membres
- El Howdy – basse (2005–2008)
- Dipmaster – guitare (2000–2005)
- Schorsch Zwiebelmayer – basse (2000–2004)

## Discographie

### Albums studio
- 2001 : Damn, We Need a Title for this Record
- 2002 : Insert Album Title Here: .....
- 2004 : 3rd Strike[6]
- 2009 : December 32
- 2011 : 3 Feet Smaller[7],[8]